# 開江牌坊
開江牌坊是中华人民共和国四川省開江縣的一处全國重點文物保護單位，由任市陶牌坊、甘棠胡氏节孝坊两处清代牌坊组成。
任市陶牌坊位于任市镇街口，即诰授奉政大夫张九封之妻刘氏、妾姜氏节孝坊。1991年，任市陶牌坊以“陶牌坊”为名列入第三批四川省文物保护单位。
甘棠胡氏节孝坊位于甘棠镇五福桥村。因邻近雷家院子，当地人也称其为雷家院子牌坊。1990年，甘棠胡氏节孝坊入选开江县文物保护单位。2002年12月27日第六批四川省文物保護單位公佈时，甘棠胡氏节孝坊以“開江陶石牌坊”為名，併入第三批四川省文物保护单位陶牌坊。
2006年5月25日，任市陶牌坊、甘棠胡氏节孝坊以“開江牌坊”为名列入第六批全國重點文物保護單位。